# Litouwen op het Junior Eurovisiesongfestival 2010
Litouwen nam deel aan het Junior Eurovisiesongfestival 2010 in Minsk, Wit-Rusland. Het was de 3de deelname van het land op het Junior Eurovisiesongfestival. De LRT was verantwoordelijk voor de Litouwse bijdrage voor de editie van 2010.

## Selectieprocedure
Op 12 juli 2010 maakte LRT bekend dat het zou deelnemen aan het Junior Eurovisiesongfestival van dat jaar. Na een jaartje afwezigheid keerde Litouwen dus terug naar het festival. Geïnteresseerden kregen van 28 juli tot 23 augustus de tijd om een nummer in te zenden. Vervolgens werden twintig kandidaten geselecteerd die mochten deelnemen aan de nationale preselectie, Vaiku Eurovizija genaamd. Ze werden ingedeeld in twee halve finales. Uit elke halve eindstrijd mochten vijf artiesten door naar de grote finale, die op 26 september 2010 zou plaatsvinden in hoofdstad Vilnius. De punten werden voor de helft verdeeld door een vakjury. De televoters stonden in voor de andere helft van de punten.
Uit de eerste halve finale mochten zeven kandidaten door naar de finale, aangezien drie artiesten op een gedeelde vijfde plaats eindigden. Uit de tweede halve finale stootten wel de voorziene vijf kandidaten door. Hierdoor streden uiteindelijk twaalf artiesten om het felbegeerde ticket richting Minsk. Bartas werd de gelukkige winnaar van de Litouwse preselectie, met het nummer Oki doki.

## Vaiku Eurovizija 2010

### Halve finales
12 september 2010
| Plaats | Artiest                  | Lied              | Jury | Publiek | Totaal |
| ------ | ------------------------ | ----------------- | ---- | ------- | ------ |
| 1      | Bartas                   | Oki doki          | 12   | 8       | 20     |
| 2      | Deka                     | Jei galėčiau      | 7    | 12      | 19     |
| 3      | Silvestras Beltė         | Pi-pa-po          | 5    | 10      | 15     |
| 4      | Silvija, Gabrielė & Agnė | Muzika            | 6    | 7       | 13     |
| 5      | Dominykas Kovaliovas     | Saldi daina       | 10   | 2       | 12     |
| 5      | Domas Vaivada            | Naktinis meistras | 8    | 4       | 12     |
| 5      | Pyplės                   | Pavasaris         | 6    | 6       | 12     |
| 8      | Karolina & Kamilė        | Kas nutiko?       | 3    | 5       | 8      |
| 9      | Gabrielė Rybko           | Mano kasos        | 4    | 3       | 7      |
| 10     | Aida Mazytė              | Mes tik vaikai    | 2    | 1       | 3      |

19 september 2010
| Plaats | Artiest                   | Lied                | Jury | Publiek | Totaal |
| ------ | ------------------------- | ------------------- | ---- | ------- | ------ |
| 1      | Milita Daikerytė          | Tarp tavęs ir manęs | 10   | 12      | 22     |
| 2      | UPS                       | Čiuk čiuku          | 12   | 4       | 16     |
| 2      | Guoda Marija Petrauskaitė | Į kelionę           | 8    | 8       | 16     |
| 4      | Daumantas Bagdonavičius   | Gal                 | 4    | 10      | 14     |
| 5      | Deimantė Vaičiūtė         | Esu reikalinga      | 5    | 6       | 11     |
| 6      | Linksmasis Do             | Šypsos angelai      | 7    | 3       | 10     |
| 7      | Bernardas Garbačiauskas   | Tai mano muzika     | 4    | 5       | 9      |
| 7      | Ieva Binevičiūtė          | Svajonė             | 2    | 7       | 9      |
| 9      | Dalius Garnys             | Žemės balsas        | 6    | 2       | 8      |
| 10     | Nedas Šiuipys             | Pirmas bučinys      | 3    | 1       | 4      |

### Finale
26 september 2010
| Plaats | Artiest                   | Lied                | Jury | Publiek | Totaal |
| ------ | ------------------------- | ------------------- | ---- | ------- | ------ |
| 1      | Bartas                    | Oki doki            | 10   | 12      | 22     |
| 2      | Milita Daikerytė          | Tarp tavęs ir manęs | 7    | 10      | 17     |
| 3      | UPS                       | Čiuk čiuku          | 12   | 3       | 15     |
| 4      | Domas Vaivada             | Naktinis meistras   | 8    | 5       | 13     |
| 5      | Deka                      | Jei galėčiau        | 6    | 6       | 12     |
| 5      | Guoda Marija Petrauskaitė | Į kelionę           | 4    | 8       | 12     |
| 7      | Daumantas Bagdonavičius   | Gal                 | 1    | 7       | 8      |
| 8      | Dominykas Kovaliovas      | Saldi daina         | 5    | 2       | 7      |
| 8      | Silvestras Beltė          | Pi-pa-po            | 3    | 4       | 7      |
| 10     | Deimantė Vaičiūtė         | Esu reikalinga      | 2    | 1       | 3      |
| 11     | Pyplės                    | Pavasaris           | 1    | 1       | 2      |
| 11     | Silvija, Gabrielė & Agnė  | Muzika              | 1    | 1       | 2      |

## In Minsk
In Minsk trad Litouwen als eerste van veertien landen aan, gevolgd door Moldavië. Aan het einde van de puntentelling stond Litouwen op een verdienstelijke zesde plaats, met 67 punten. Het hoogste aantal punten dat Bartas kon sprokkelen was de tien punten uit Georgië.